# Kanton Les Trois-Bassins
Kanton Les Trois-Bassins (francouzsky Canton des Trois-Bassins) byl francouzský kanton v departementu Réunion v regionu Réunion. Tvořila ho pouze obec Les Trois-Bassins. Zrušen byl při reformě francouzských kantonů v roce 2014.